# Circus Mircus
A Circus Mircus egy grúz együttes, amely 2020-ban alakult Tbilisziben. Ők képviselték Grúziát a 2022-es Eurovíziós Dalfesztiválon Torinóban a Lock Me In című dallal.

## Története
2020-ban alakultak Grúzia fővárosában. Nevüket onnan kapták, hogy a három tag eredetileg egy cirkuszi akadémián tanult. Miután kénytelenek voltak tanulmányaikat abbahagyni, megalapították az együttest.
A Circus Mircus zenei világa sok műfajt övez körül, leginkább avantgárd zenét játszanak. Egyes dalaikra a humoros-szatirikus hangvétel is jellemző.
2021. november 14-én a Grúz Közszolgálati Televízió bejelentette, hogy az együttes képviseli Grúziát az elkövetkező Eurovíziós Dalfesztiválon. Versenydalukat, a Lock Me In-t március 9-én mutatták be. Az együttes a második elődöntőben vett részt, ahol az utolsó helyen végeztek, így nem jutottak tovább a döntőbe.
2022-ben Legjobb videoklipkategóriában Electronauts-díjra jelölték Weather Support, 23:34 és Rocha című dalaikat. 

## Diszkográfia

### Kislemezek
- The Ode To The Bishkek Stone (2021)
- Semi-Pro (2021)
- Better Late (2021)
- Weather Support (2021)
- Rocha (2021)
- 23:34 (2021)
- Musicien (2021)
- Lock Me In (2022)
- Lock Me In Cubus (2022)